# 1994 YC
1994 YC är en asteroid i huvudbältet som upptäcktes 24 december 1994 av den japanska astronomen Takao Kobayashi vid Ōizumi-observatoriet.
Den tillhör asteroidgruppen Astraea.